# Nadia Calviño

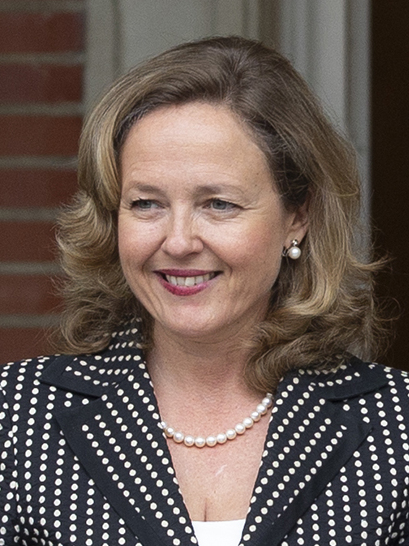
Nadia Calviño (2018)

Nadia María Calviño Santamaría (* 3. Oktober 1968 in La Coruña) ist eine spanische Politikerin. Sie leitete als Beamtin der Europäischen Union von 2014 bis 2018 die Generaldirektion Haushaltsplanung. 2018 wurde Calviño zur Ministerin für Wirtschaft im Kabinett Sánchez ernannt und übte dieses Amt auch in den folgenden Regierungen aus. Ab 2020 war sie zudem eine der stellvertretenden Ministerpräsidentinnen. Seit Januar 2024 ist sie die Präsidentin der Europäischen Investitionsbank.

## Leben
Calviño hat Abschlüsse in Wirtschaftswissenschaften (1991) und in Rechtswissenschaften (2001). Nach ihrem ersten Studienabschluss war sie zunächst als Wirtschaftsberaterin tätig und unterrichtete von 1991 bis 1994 als Associate Professor an der Madrider Universidad Complutense.
Seit 1994 arbeitete sie im spanischen Staatsdienst und hatte dort verschiedene Positionen inne, zuletzt von 2004 bis 2006 als Generaldirektorin Wettbewerb im Wirtschafts- und Finanzministerium.
Sie wechselte 2006 als stellvertretende Generaldirektorin der Generaldirektion Wettbewerb in den Dienst der Europäischen Kommission. Im November 2010 kam sie in gleicher Position in die Generaldirektion Binnenmarkt und Dienstleistungen.
Nach dem Antritt ihres Amtes als Wirtschaftsministerin im Juni 2018 bekannte sie sich zur Austerität sowie zur Verpflichtung Spaniens, die Vorgaben der Europäischen Kommission für das Haushaltsdefizit einzuhalten.
Calviño galt als Favoritin bei der Wahl zum Vorsitz der Euro-Gruppe im Juli 2020, unterlag aber in geheimer Abstimmung dem Iren Paschal Donohoe. Beobachter schrieben Calviños Scheitern, trotz der Unterstützung der Staatschefs der großen Euro-Länder, unter anderem ihren abfälligen Bemerkungen von 2018 über die kleineren Euro-Mitgliedsländer zu.

## Privates
Calviño ist mit einem Wirtschaftswissenschaftler verheiratet und Mutter von vier Kindern.